# Girma Ashenafi
Pour les articles homonymes, voir Ashenafi.
Girma Ashenafi est un joueur de football international éthiopien, né le 28 juillet 1982 et évoluant à Ethiopian Coffee.
Il évolue habituellement comme milieu de terrain.

## Carrière
Girma Ashenafi joue successivement dans les équipes suivantes : Ethiopian Coffee, Al Hilal Hudaydah, EEPCo FC, Al Sha'ab Hadramaut et Dire Dawa City. 
Il évolue également en Équipe d'Éthiopie.